# Žralok krokodýlí
Žralok krokodýlí (Pseudocarcharias kamoharai) je asi metr dlouhý žralok, který žije v tropických vodách po celém světě. Je jediným zástupcem rodu Pseudocarcharias i čeledi krokodýlovcovití (Pseudocarchariidae).

## Systematika
Druh formálně popsal v roce 1936 japonský mořský biolog Kiyomatsu Matsubara. Nově popsaný druh byl přehazován mezi různými rody (mj. Odontaspis a Carcharias z čeledi písečníkovití (Odontaspididae)), než jej Leonard Compagno v roce 1973 po bedlivém prozkoumání vyčlenil do samostatného rodu a dokonce i čeledi Pseudocarchariidae, tedy krokodýlcovití. Nezvyklé druhové jméno „krokodýlí“ i název čeledi pochází z japonského jména druhu mizuwani (水鰐, doslova „vodní krokodýl“), které naráží na zřetelně viditelné zuby žraloka krokodýlího podobné krokodýlu.

## Výskyt
Jedná se o široce rozšířeného žraloka teplých tropických vod Atlantského, Indického a Tichého oceánu. Vyskytuje se v epipelagických a mezopelagických vodách od vodní hladiny do nejméně 590 m. Pravděpodobně vykonává denní vertikální migraci – ve dne se pohybuje v hlubších vodách a na noc se stahuje blíže k hladině.

## Popis
Jedná se o středně velký pelagický druh žraloka, který dosahuje délky kolem 110 cm. Barva těla je shora světle až tmavě hnědá, spodní strana je světlá až bělavá. Mezi koutkem tlamy a žábry se občas nachází bílá skvrna různé velikosti. Na horní straně těla se nachází dvě beztrnné hřbetní ploutve. První hřbetní ploutev je posazena ve středu hřbetu dalece za prsními ploutvemi, a druhá hřbetní ploutev započíná až nad nebo za břišními ploutvemi. Řitní ploutev svou délkou zasahuje takřka až do počátku ocasní ploutve. Ocasní ploutev je asymetrická s jasně tvarovaným koncovým lalůčkem na horním laloku nad koncovým výřezem. Oči jsou velké, oční blána chybí. Žaberní štěrbiny jsou prodloužené až na temeno hlavy. V horní čelisti se nachází 26–29 špičatých zubů, spodní čelist má 19–26 zubů. Zuby vyčnívají z tlamy a samotné čelisti jsou do značné míry vysunovací. Celkový počet obratlů se pohybuje mezi 146–158 (včetně ocasu).

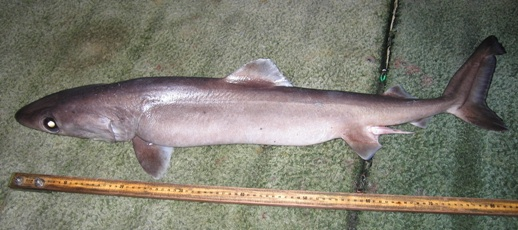
Odchycený žralok krokodýlí
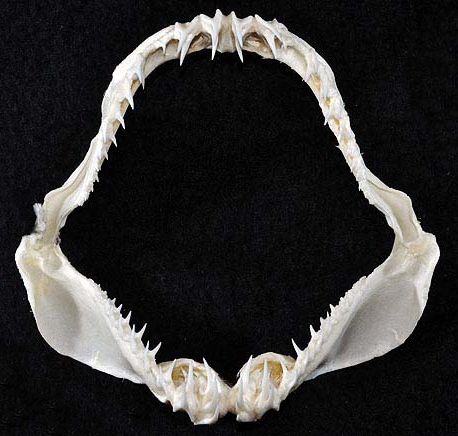
Čelisti
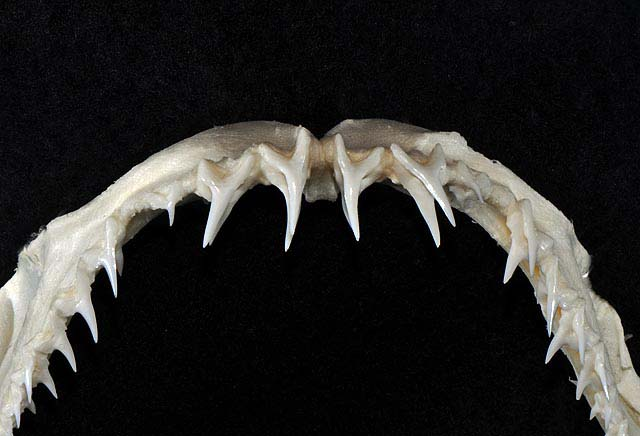
Horní zuby
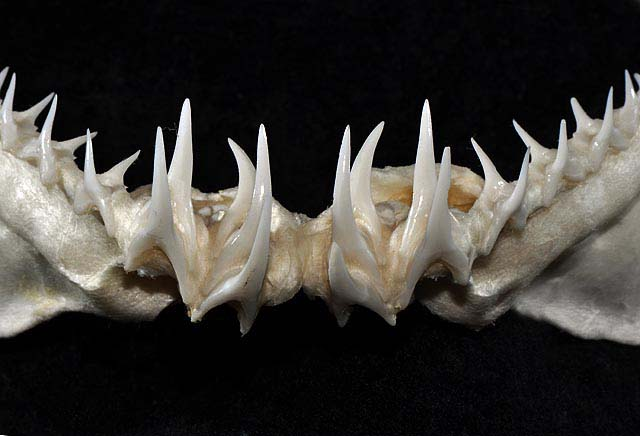
Spodní zuby

## Biologie
Je vejcoživorodý. Samice má dvě dělohy. V každé se nachází nejdříve embrya se žloutkovými váčky, po jejichž absorpci se embrya začínají živit jinými vajíčky, které samice pro tyto účely produkuje. Samice typicky vrhá čtyři mláďata (dvě z každé ze dvou děloh) o délce kolem 40 cm. Samec dosahuje pohlavní dospělosti při dosažení délky kolem 76–81 m, samice u délky 87–98 cm. Do jídelníčku žraloka krokodýlího patří hlavonožci, ryby i krevety.

## Ohrožení
Druh je hodnocen jako málo dotčený, i když je poměrně častým nechtěným úlovkem rybářů. V případě nechtěného odchytu je většinou hozen zpět do moře, pouze občasně je zpracován na maso, ploutve nebo jaterní olej.